# ۲۰ بهمن
۲۰ بهمن سیصد و بیست و ششمین روز سال در گاه‌شماری خورشیدی است. به پایان سال ۳۹ روز (۴۰ روز در سال کبیسه) باقی‌است.

## رویدادها
- ۱۳۵۵ - ثبت رسمی آرامگاه رضاشاه با شماره ثبت ۱۳۲۹ به‌عنوان یکی از آثار ملی ایران
- ۱۳۶۴ - آغاز عملیات والفجر ۸
- ۱۳۹۸ - آغاز برف و بوران ۱۳۹۸ گیلان

## زادروزها
- ۱۲۶۴ - ابراهیم پورداوود، ایران‌شناس
- ۱۳۱۱ - صدیقه کیانفر، بازیگر
- ۱۳۲۴ - پیروز مجتهدزاده، ایران‌شناس
- ۱۳۵۸ - پرواز همای، خواننده

## درگذشت‌ها
- ۱۳۱۵ - علی‌اکبر داور، بنیان‌گذار دادگستری نوین ایران
- ۱۳۸۶ - ژازه تباتبایی، نقاش و مجسمه‌ساز[۱]
- ۱۴۰۲ - ایرج تنظیفی، نقاش و مجسمه‌ساز
- ۱۴۰۲ - محمدرضا خباز، نهمین استاندار استان خراسان شمالی
- ۱۴۰۲ - الیاس محمدی، از شهروندان ایران